# SpaceX CRS-10
SpaceX CRS-10 (также известный как SpX-10) — десятый полёт автоматического грузового корабля Dragon компании SpaceX в программе снабжения Международной космической станции по контракту Commercial Resupply Services (CRS) с NASA.

## Запуск
Первоначально был запланирован на ноябрь 2016 года, но после взрыва ракеты Falcon 9, произошедшего 1 сентября 2016 года, запуск был отложен до завершения расследования. Первый запуск с переоборудованной стартовой площадки LC-39A Космического центра Кеннеди.
18 февраля 2017 года попытка запуска была прервана за 13 секунд до старта ракеты-носителя из-за выявленной неполадки резервной системы привода контроля вектора тяги двигателя второй ступени. Ракета была возвращена в горизонтальное положение и неисправную деталь заменили.
Запуск состоялся 19 февраля 2017 года в 09:39 UTC, спустя 10 минут Dragon был успешно выведен на орбиту с параметрами 202 × 357 км, наклонение 51,63°.
Произведена успешная посадка первой ступени Falcon 9 на Посадочную зону 1.

## Сближение и стыковка
В 8:25 UTC 22 февраля 2017 года сближение корабля со станцией автоматически остановлено за 1200 м до МКС, из-за технического сбоя системы сравнительной GPS навигации. Эта система предоставляет более точные данные о взаимном месторасположении приближающихся к МКС объектов, сравнивая показатели датчиков, установленных на станции и космическом корабле.
Утром 23 февраля была выполнена повторная процедура сближения и в 10:44 UTC корабль был захвачен манипулятором «Канадарм2» под управлением астронавта Томаса Песке. Затем управление манипулятором было передано операторам центра управления в Хьюстоне и Dragon был пристыкован к модулю Гармония в 13:12 UTC.

## Полезная нагрузка
Dragon доставил на МКС 2490 кг полезного груза. В герметичном отсеке доставлено 1530 кг (с учётом упаковки), в том числе:
- Материалы для научных исследований — 732 кг
- Провизия и вещи для экипажа — 296 кг
- Оборудование и детали станции — 382 кг
- Оборудование для выхода в открытый космос — 10 кг
- Компьютеры и комплектующие — 11 кг
- Российский груз — 22 кг

В негерметичном контейнере доставлены 2 внешних исследовательских инструмента станции, SAGE III и STP-H5 LIS, общим весом 960 кг:
- Stratospheric Aerosol and Gas Experiment (SAGE) III — инструмент для измерения концентрации озона, аэрозолей и других малых газовых составляющих[англ.] в стратосфере Земли. Также будет измеряться температура в стратосфере и мезосфере планеты.
- Lightning Imaging Sensor (STP-H5 LIS) — инструмент для измерения количества, частоты и энергии молний; поможет улучшить понимание этого природного явления, а также процессов смены погоды, изменения климата и безопасности авиа- и космических полётов.

Обратно на Землю Dragon вернул 1652 килограммов полезного груза:
- Вещи экипажа — 126,8 кг
- Оборудование и детали станции — 374,3 кг
- Материалы научных исследований — 923 кг
- Компьютеры и комплектующие — 4,1 кг
- Оборудование для выхода в открытый космос — 103,7 кг

Также в негерметичный контейнер было погружено не нужное больше внешнее оборудование станции, общим весом 811 кг, для утилизации его при входе в плотные слои атмосферы:
- Robotic Refueling Mission[англ.] — оборудование для демонстрации технологий обслуживания спутников в космосе, доставленное последней миссией Спейс Шаттла STS-135 в 2011 году;
- OPALS[англ.] — лазерная коммуникационная система для связи МКС с наземными станциями, доставленная миссией SpaceX CRS-3 в 2014 году;
- MISSE — завершённое испытание на радиационную стойкость новой компьютерной системы для продолжительных космических полётов.

Всего перед отстыковкой от станции в корабль было загружено 2463 кг.

## Отстыковка и возвращение
Отстыковка корабля от станции состоялась в 21:20 UTC 18 марта 2017 года. В 09:11 UTC 19 марта Dragon был отпущен манипулятором «Канадарм2». Негерметичный отсек был отстыкован от посадочной капсулы около 14:12 UTC и сгорел в атмосфере. Корабль выполнил успешную посадку в 14:46 UTC 19 марта 2017 года, в 400 км от побережья Калифорнии.